# Britof
Britof je naselje u slovenskoj Općini Kranju. Britof se nalazi u pokrajini Gorenjskoj i statističkoj regiji Gorenjskoj. 

## Stanovništvo
Prema popisu stanovništva iz 2002. godine naselje je imalo 1,657 stanovnika.